# Університет Франекера
Університе́т Франекера (також відомий як Університет Фрисландії або Academiae Franekerensis) — університет, що діяв у 1585—1811 роках у нідерландському місті Франекер (сучасна провінція Фрисландія), другий за датою відкриття університет Нідерландів (після Лейденського університету). Розформований декретом Наполеона Бонапарта у 1811 році. Був одним з найвідоміших європейських університетів XVII століття.

## Історія
Після перемоги Нідерландської революції у Лейдені (сучасна провінція Південна Голландія) був заснований перший у Північних Нідерландах університет. Деякий час він був єдиним вищим навчальним закладом Нідерландів. Проте вже 1584 року штатгальтер Фрисландії Вільгельм Людвіг Нассау-Дилленбурзький разом із Ромбертусом ван Ейленбургом, бургомістром Леувардена ініціював заснування університету на півночі країни, у Фрисландії. Було чотири причини цієї ініціативи: навчання у новому університеті було б дешевшим, ніж в Лейдені; батьки мали б змогу наглядати за своїми дітьми-студентами; створення університету пожвавило б економічну і демографічну ситуацію в провінції; гроші, які б витрачали студенти, залишалися б у Фрисландії. 10 липня 1584 року Ромбертус ван Ейленбург на перемовинах у Делфті домігся згоди на заснування університету від Вільгельма Оранського, за кілька годин до трагічної загибелі останнього.
У 1585 році університет Франекера почав свою діяльність. Значну роль у розвитку і становленні університету зіграла перемога в Нідерландах протестантизму над католицтвом. З одного боку, новостворений навчальний заклад отримав у свою власність численні землі, що належали Римо-католицькій церкві у Фрисландії, і мав змогу фінансово існувати за їх рахунок, також власне університет влаштували у приміщенні колишнього католицького монастиря. З іншого боку, протестантський навчальний заклад привертав до себе значну увагу протестантів, зокрема, пуритан, з інших країн, як студентів, так і вчених. Також після фактичної заборони в Нідерландах католицької релігії та зміцнення позицій протестантів, виникла гостра потреба у кваліфікованих проповідниках і пасторах. Тому найважливішим факультетом університету Франекера вважався факультет теології.
Найбільшого розквіту університет Франекера досяг близько 1625 року, проте у 1660-х роках почав занепадати. Близько 1700 року університет деякою мірою відродився, проте значне скорочення фінансування 1774 року призвело до нового занепаду. У 1784 році у Нідерландах сталася так звана «війна супника» — військове протистояння між Республікою Об'єднаних провінцій і Священною Римською імперією, внаслідок чого у країні почали виникати провінційні армії ополчення. 1787 року професорському складові університету Франекера заборонили брати участь у цих військових формуваннях, що спричинило масове звільнення викладачів і, як наслідок, катастрофічний відтік студентів. У 1795 році в університеті лишилося лише вісім студентів.
Університет існував ще деяких час після окупації Нідерландів французькою армією, проте 1811 року він був ліквідований спеціальним декретом імператора Наполеона Бонапарта. Разом із університетом Франекера були ліквідовані також університети в Хардервейку та Утрехті, проте останній згодом відновив свою діяльність.
Після закриття університету його приміщення використовувалося різними муніципальними установами, деякий час тут була бібліотека, а в XX столітті тут розташувалася психіатрична лікарня.
В музеї Мартена, міському музеї Франекера, є так званий Університетський зал, присвячений університету Франекер. Тут зберігається колекція портретів професорів університету і одна з трьох нідерландських ксилотек — колекцій деревини різних порід.

## Викладачі та студенти
В університеті Франекера існувало чотири факультети: теологічний, юридичний, медичний та фізико-математичний. Викладацький штат нараховував 170 професорів:
- 43 професори теології;
- 39 професорів права;
- 27 професорів медицини;
- 30 професорів гуманітарних наук;
- 31 професор філософії.

За 226 років існування університету тут навчалися близько 15 тис. студентів, а закінчили університет 2072 особи. Серед студентів близько третини було з іноземних країн, зокрема, Польщі та Угорщини, близько чверті — з інших провінцій Нідерландів.

### Визначні викладачі та студенти
- Ліве ван Айтсема (1600—1669) — нідерландський історик і дипломат, вивчав математику.
- Балтазар Беккер (1634—1698) — нідерландський філософ, закінчив університет Франекера.
- Себальд Юстінус Брюгманс (1763—1819) — нідерландський лікар і ботанік, викладав фізику, астрономію, математику та метафізику.
- Рене Декарт (1596—1650) — французький філософ, математик, фізик, вивчав математику і геометрію у 1628—1629 роках.
- Вільгельм IV Оранський (1711—1751) — перший генеральний штатгальтер Республіки Об'єднаних провінцій.
- Антуан Шодуар (1749—1824) — нідерландський теолог, навчався на факультеті теології, пізніше викладав там же теологію.